# (3982) Кастель
(3982) Кастель (лат. Kastelʹ) — типичный астероид главного пояса, открыт 2 мая 1984 года советским астрономом Людмилой Карачкиной в Крымской астрофизической обсерватории и 28 мая 1991 года назван в честь советского астронома Галины Кастель.

## Обнаружение и именование
(3982) Кастель
Открыт 2 мая 1984 года в Научном Л. Г. Карачкиной.
Назван в честь известного специалиста по изучению движений малых планет и комет Галины Ричардовны Кастель, сотрудника Института теоретической астрономии с 1962 года. Внесла большой вклад в изучение близкого сближения периодической кометы Брукса 2 с Юпитером в 1886 году. Более четверти века возглавляла службу ИТА по кометам и быстро движущимся малым планетам, поддерживая контакты с Центральным бюро астрономических телеграмм МАС и снабжая наблюдателей в СССР необходимой информацией об орбитах и эфемеридах. Также приложила много усилий для идентификации и определения орбит малых планет, наблюдаемых в ходе программы в Крымской астрофизической обсерватории — успех этой программы в немалой степени обусловлен её помощью. Сообщается, что у (3982) Кастель есть кривая освещённости, состоящая из двух компонентов. Планета, возможно, представляет собой двойную систему (IAUC 8609).
Оригинальный текст (англ.)3982 Kastelʹ
Discovered 1984-05-02 by Karachkina, L. G. at Nauchnyj.
Named in honor of Galina Richardovna Kastelʹ, well-known expert on the study of the motions of minor planets and comets, and a staff member of the Institute for Theoretical Astronomy since 1962. She contributed much to study of the 1886 close approach of periodic comet Brooks 2 to Jupiter. For more than a quarter of a century she has headed the ITA service on comets and fast-moving minor planets, maintaining contacts with the IAU Central Bureau for Astronomical Telegrams and supplying observers in the U.S.S.R. with the necessary information on orbits and ephemerides. She has also put much effort into the identification and orbit determination of minor planets observed in the course of the program at the Crimean Astrophysical Observatory, and the success of this program is in no small measure due to her help. (3982) Kastel is reported to have a lightcurve consisting of two components. The planet possibly is a binary system (IAUC 8609).
Источники: DISCOVERY.DB; M.P.C. 18306.

## Орбита

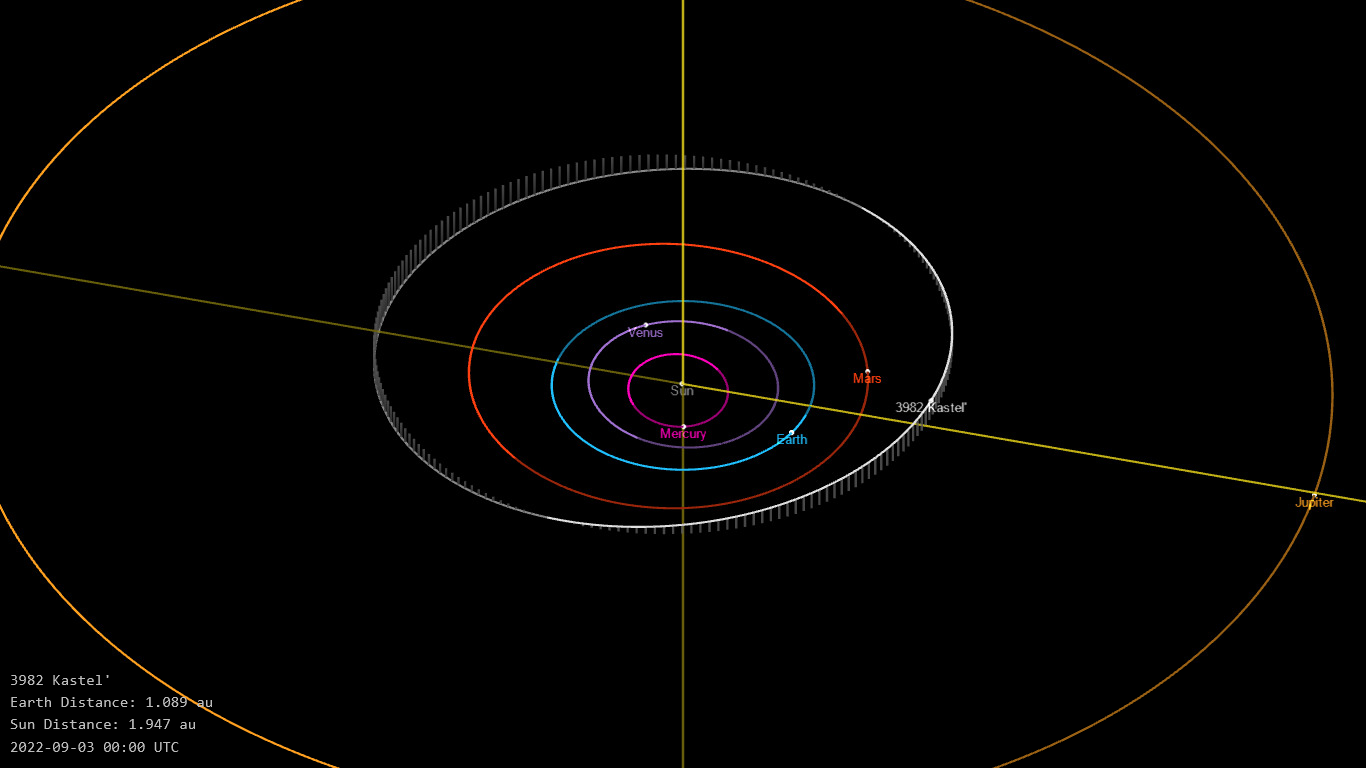
Орбита астероида Кастель и его положение в Солнечной системе

## Физические характеристики
Астероид относят к таксономическому классу P.
По результатам наблюдений в видимом и ближнем инфракрасном диапазоне космического телескопа NEOWISE диаметр астероида оценивался равным 6,790±0,363 км, 6,901 км и 5,38±0,71 км. Согласно тем же источникам альбедо оценивается как 0,2010±0,0310, 0,1695, 0,38±0,10 и 0,201±0,031.